# Engageante (Y751)
Pour les articles homonymes, voir Engageante.
L’Engageante (Y751) est un Bâtiment d'Instruction à la Manœuvre (BIM). C'est un bâtiment-école de la Marine nationale.  

Son sister-ship est la Vigilante (Y752).

## Service
Les deux bâtiments sont rattachés au Groupe des Ecoles du Poulmic

Leur mission principale est l'instruction à la manœuvre pour les élèves de l'École navale.

Leurs caractéristiques manœuvrières sont équivalentes à celles d'une frégate de type La Fayette.

## Caractéristiques techniques

### Armement
- néant

### Équipement électronique
- 1 Radar de navigation Furuno

### Drôme
- 1 embarcation pneumatique Bombard Explorer DB420de 6 places (moteur 20 cv)

### Lienx connexes
- Liste des navires de la marine nationale française
- Vigilante